# Dia Ewtimowa
Dia Ewtimowa (bulgarisch Диа Евтимова; * 30. April 1987 in Sofia) ist eine bulgarische Tennisspielerin.

## Karriere
Ewtimowa spielt hauptsächlich auf der ITF Women’s World Tennis Tour, auf der sie bisher 10 Turniersiege im Einzel und 19 im Doppel erringen konnte. Ihre beste Weltranglistenplatzierung erreichte sie im Oktober 2011 mit Rang 145, im Doppel stand sie im Juni 2014 auf Position 228.
Im Jahr 2007 spielte Ewtimowa erstmals für die bulgarische Fed-Cup-Mannschaft; ihre Fed-Cup-Bilanz weist bislang 15 Siege bei 20 Niederlagen aus.

## Turniersiege

### Einzel
| Nr. | Datum              | Turnier   | Kategorie   | Belag     | Finalgegnerin          | Ergebnis       |
| --- | ------------------ | --------- | ----------- | --------- | ---------------------- | -------------- |
| 1.  | 11. Juni 2006      | Chaskowo  | ITF $10.000 | Sand      | Anna Gerasimou         | 6:4, 6:75, 6:3 |
| 2.  | 3. September 2006  | Palić     | ITF $10.000 | Sand      | Iveta Gerlová          | 6:0, 6:4       |
| 3.  | 27. September 2009 | Sandanski | ITF $10.000 | Sand      | Tanja Germanliewa      | 6:3, 6:0       |
| 4.  | 27. Februar 2011   | Antalya   | ITF $10.000 | Sand      | Marion Gaud            | 6:3, 6:4       |
| 5.  | 2. Juli 2011       | Ystad     | ITF $25.000 | Sand      | Jana Čepelová          | 6:3, 6:4       |
| 6.  | 17. September 2011 | Zagreb    | ITF $50.000 | Sand      | Anastassija Piwowarowa | 6:2, 6:2       |
| 7.  | 20. Oktober 2013   | Burgas    | ITF $10.000 | Sand      | Wiktorija Tomowa       | 6:1, 6:2       |
| 8.  | 12. Februar 2017   | Antalya   | ITF $15.000 | Sand      | Walentina Iwachnenko   | kampflos       |
| 9.  | 7. Oktober 2018    | Herzlia   | ITF $15.000 | Hartplatz | Tamara Barad Itzhaki   | 6:0, 6:3       |
| 10. | 21. Oktober 2018   | Ofakim    | ITF $15.000 | Hartplatz | Anastassija Pribylowa  | 6:4, 3:6, 7:66 |

### Doppel
| Nr. | Datum              | Turnier  | Kategorie   | Belag     | Partnerin             | Finalgegnerinnen                                   | Ergebnis          |
| --- | ------------------ | -------- | ----------- | --------- | --------------------- | -------------------------------------------------- | ----------------- |
| 1.  | 4. Juni 2006       | Russe    | ITF $10.000 | Sand      | Karoline Borgersen    | Biljana Pawlowa-Dimitrova Nadeschda Wassiljewa     | 6:0, 6:0          |
| 2.  | 30. Juli 2006      | Horb     | ITF $10.000 | Sand      | Josipa Bek            | Julia Görges Lydia Steinbach                       | 3:6, 6:3, 6:3     |
| 3.  | 26. Juli 2013      | Istanbul | ITF $10.000 | Hartplatz | Melis Sezer           | Kristyna Kasimowa Wladislawa Tsanosijenko          | 7:5, 6:3          |
| 4.  | 13. September 2013 | Sofia    | ITF $25.000 | Sand      | Wiktorija Tomowa      | Beatriz García Vidagany Réka Luca Jani             | 6:4, 2:6, [10:6]  |
| 5.  | 19. Oktober 2013   | Burgas   | ITF $10.000 | Sand      | Wiktorija Tomowa      | Federica Arcidiacono Julia Terziyska               | 6:4, 6:3          |
| 6.  | 16. Juli 2015      | Bursa    | ITF $10.000 | Sand      | Isabella Schinikowa   | Ailen Crespo Azconzábal Ana Victoria Gobbi Monllau | 6:2, 3:6, [10:7]  |
| 7.  | 29. Juli 2016      | Palic    | ITF $10.000 | Sand      | Barbara Bonić         | Petra Krejsová Nina Potočnik                       | 6:3, 6:3          |
| 8.  | 26. November 2016  | Antalya  | ITF $10.000 | Sand      | Melis Sezer           | Ágnes Bukta Vivien Juhászová                       | 6:4, 6:3          |
| 9.  | 29. Januar 2017    | Antalya  | ITF $15.000 | Sand      | Jasmina Tinjić        | Tayisiya Morderger Yana Morderger                  | 6:4, 6:74, [10:5] |
| 10. | 4. Februar 2017    | Antalya  | ITF $15.000 | Sand      | Jasmina Tinjić        | Tayisiya Morderger Yana Morderger                  | 2:6, 6:3, [10:8]  |
| 11. | 5. August 2017     | Istanbul | ITF $15.000 | Sand      | Jasmina Tinjić        | Chihiro Muramatsu Melis Sezer                      | 6:4, 6:2          |
| 12. | 22. September 2017 | Warna    | ITF $15.000 | Sand      | Michaela Boev         | Maia Lumsden Julija Stamatowa                      | 2:6, 7:65, [10:3] |
| 13. | 6. Oktober 2017    | Sosopol  | ITF $15.000 | Hartplatz | Michaela Boev         | Julija Stamatowa Léa Tholey                        | 6:2, 4:6, [16:14] |
| 14. | 2. Juni 2018       | Antalya  | ITF $15.000 | Sand      | Angelina Schurawljowa | Maryna Tschernyschowa Melis Sezer                  | 7:5, 3:6, [14:12] |
| 15. | 10. November 2018  | Antalya  | ITF $15.000 | Hartplatz | Ágnes Bukta           | Weronika Pepeljajewa Anastassija Tichonowa         | 6:3, 3:6, [11:9]  |
| 16. | 31. Oktober 2020   | Monastir | ITF W15     | Hartplatz | Carole Monnet         | Weronika Falkowska Hanna Kubarawa                  | 6:3, 2:6, [10:5]  |
| 17. | 7. Mai 2022        | Antalya  | ITF W15     | Sand      | Inês Murta            | Rina Saigo Yukina Saigo                            | 6:0, 6:2          |
| 18. | 21. Mai 2022       | Antalya  | ITF W15     | Sand      | Martina Colmegna      | Doğa Türkmen Melis Ayda Uyar                       | 6:2, 3:6,[10:8]   |
| 19. | 11. Mai 2024       | Antalya  | ITF W15     | Sand      | Verena Meliss         | Aya El Aouni Francesca Pace                        | 6:4, 7:6          |